# ジョン・ローレンス・サリヴァン
ジョン・ローレンス・サリヴァン（英語：John Lawrence Sullivan、1899年6月16日 - 1982年8月8日）は、アメリカ合衆国の政治家。ハリー・S・トルーマン政権で第49代海軍長官を務めた。

## 生涯
1899年6月16日にニューハンプシャー州マンチェスターにおいて誕生した。父親は葉巻製造業者であり、政界に関与した弁護士でもあった。サリヴァンは1918年に海軍予備役を務め、1921年にダートマス大学を卒業した。サリヴァンは明朗な論客としての評判を獲得し、1923年にニューハンプシャー州で弁護士として認可を受けた。1924年にサリヴァンはハーバード法科大学院で法学博士号を取得した。サリヴァンはマンチェスター市内にある父親の会社「サリヴァン・アンド・ホワイト」に入社し、5年を過ごした。
サリヴァンは民主党に加わり、1929年にヒルズバラ郡の法務官に選任された。サリヴァンは法律事務所「サリヴァン・アンド・サリヴァン」を経営した。サリヴァンは1934年と1938年にニューハンプシャー州知事に立候補したが、いずれも敗北した。最初の選挙ではスタイルズ・ブリッジェズに1500票の僅差で敗れ、2度目はフランシス・マーフィーに大差で敗れた。1937年、サリヴァンは在郷軍人会のニューハンプシャー州支部で支部長を務めた。
1939年に内国歳入庁長官補佐となり、ワシントンD.C.へ移った。1940年にフランクリン・ルーズベルト大統領から財務次官補に指名され、1944年まで務めた。サリヴァンは政治的な鋭さを発揮し、全国的な知名度を獲得した。サリヴァンは戦時財源を調査し、議会に提出する戦時予算を作成した。財務次官補としてのサリヴァンの貢献は高く評価され、1947年に財務省功労章及び銀章を授与された。
第二次世界大戦終戦間際の1945年にサリヴァンは航空担当海軍次官補に任命された。サリヴァンの就任宣誓式は太平洋戦域の空母シャングリラ艦上で行われた。同年にサリヴァンは戦時の海軍活動の実態を知るため、総距離2万5000マイルを移動した。サリヴァンは1946年に海軍次官に昇格した。
1947年に国防総省が設立されると、国防長官に就任したジェームズ・フォレスタルの後任として国防総省発足後の最初の海軍長官に就任した。サリヴァンは「強い海軍」を構築するための政策を積極的に提起したが、1949年4月、第2代国防長官にルイス・アーサー・ジョンソンが就任すると、ジョンソン国防長官は空母ユナイテッド・ステーツの建造中止を発表した。サリヴァンはこれに抗議し、翌5月に海軍長官を辞任した。この出来事は提督たちの反乱の一部として知られている。サリヴァンは辞任の際、国防長官に「強力な新兵器の開発を阻害するという試みは、この国では前例がない。私はその試みに、極めて深く憂慮する。」と手紙を宛てた。
サリヴァンは海軍長官辞任後、弁護士業に復帰した。サリヴァンは民主党の政策に積極的に関与した。1952年には民主党の大統領選挙運動を支援し、トルーマン大統領の2選目を目指した。
1982年8月8日にニューハンプシャー州エクセターで死去した。